# Rohaniella
Rohaniella é um gênero de mariposa pertencente à família Bombycidae.